# Search and Destroy (The Stooges)
Search and Destroy è una canzone del gruppo proto-punk statunitense degli Stooges, registrata per il loro terzo album, Raw Power, del 1973. Nel 1997, Search and Destroy e gli altri brani presenti su Raw Power furono remixati e rimasterizzati da Iggy Pop e Bruce Dickinson, cosa che rese il sound dei pezzi più aggressivo rispetto alle versioni originali, mixate da David Bowie.
La canzone è stata reinterpretata da numerosi artisti, tra cui i Cursed, i Def Leppard, i Red Hot Chili Peppers, gli EMF, i Sex Pistols, Sid Vicious, i Vennaskond, i Samiam, i Dead Boys, i Rocket from the Tombs, i Dictators, gli Shotgun Messiah, i Verdena, Peaches, gli Hives, gli Emanuel, i Radio Birdman, gli Adult Crash, i Turbonegro, gli You Am I e la band britannica Florence and the Machine, che ha inserito il pezzo nella deluxe edition dell’album Dance Fever del 2022.
Nel 2004, la rivista Rolling Stone posizionò il brano alla 468esima posizione nella lista delle 500 migliori canzoni di tutti i tempi. Nel 2009, il pezzo è apparso alla posizione no. 49 nella classifica 100 Greatest Hard Rock Songs, stilata dalla rete televisiva VH1.